# Crying (banda)
Crying es una banda de indie rock estadounidense de Purchase, Nueva York.

## Historia
Crying se formó el 15 de abril de 2013. Desde entonces, la banda ha firmado con Run For Cover Records con la cual ha lanzado dos EP, "Get Olde" y "Get Olde/Second Wind" . En 2016 forma parte de la gira de Laura Stevenson junto a Chris Farren.

## Miembros de la banda
- Elaiza Santos (voz)
- Ryan Galloway (guitarra / Game Boy)
- Nick Corbo (Batería)

## Discografía

### EP
- Get Olde (2014)
- Get Olde / Second Wind (2014)

- Datos: Q18719060
- Multimedia: Crying (band) / Q18719060